# Acacia covenyi
Acacia covenyi là một loài thực vật có hoa trong họ Đậu. Loài này được Tindale miêu tả khoa học đầu tiên.

## Hình ảnh

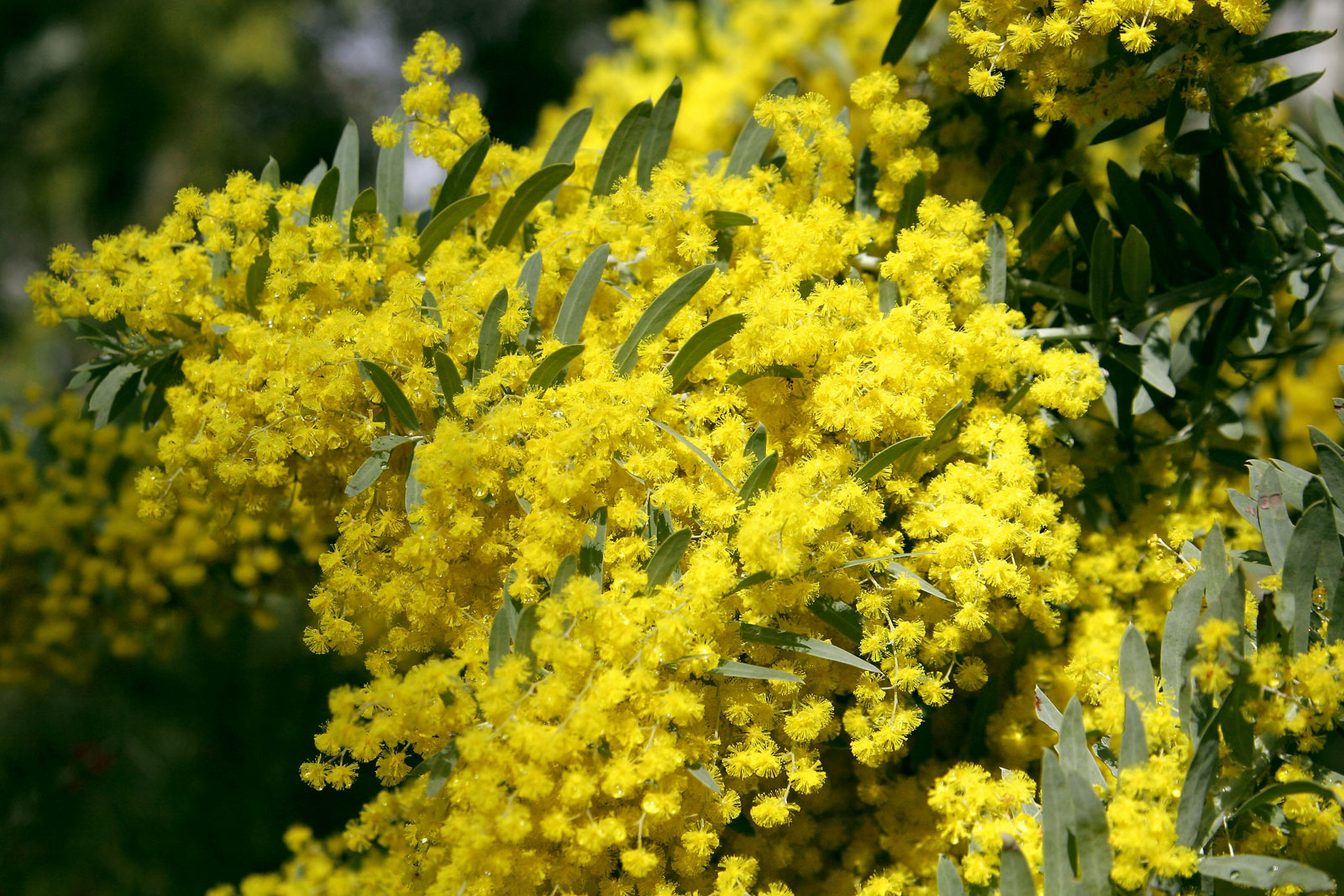